# Аслямова, Марина Ренатовна
Марина Ренатовна Аслямова (род. 22 марта 2006, Омск) — российская волейболистка, доигровщик. Игрок волейбольного клуба российской Суперлиги «Локомотив Калининград» (с 2023 года).

## Биография
Родилась 22 марта 2006 года в городе Омске.
С 2020 по 2024 годы выступала за молодёжный состав волейбольного клуба «Локомотив Калининград». В 2022 стала бронзовым призёром Кубка Молодёжной лиги, а в 2023 году выиграла этот трофей в составе калининградской команды.
С сезона 2023/2024 годов привлекалась в основной состав команды «Локомотив Калининград». С сезона 2024/2025 годов игрок основы калининградского «Локомотива», в составе которого стала чемпионкой России 2025.

### Клубная карьера
- 2020—2024 —  «Локомотив Калининград» — молодёжная лига;
- с 2023 —  «Локомотив» (Калининград) — суперлига.

## Достижения
- чемпионка России 2025.
- победитель розыгрыша Кубка России 2025.
- победитель (2023) и бронзовый призёр (2022) Кубка молодёжной лиги.